# Oxalis ioeides
Oxalis ioeides är en harsyreväxtart som beskrevs av Salter & Exell. Oxalis ioeides ingår i släktet oxalisar, och familjen harsyreväxter. Inga underarter finns listade i Catalogue of Life.